# القرهود
القرهود هو حي يقع في إمارة دبي في الإمارات العربية المتحدة ويبلغ عدد سكانها 4,466 نسمة. وصل عدد السكان في العام 2023 إلى (20,887) بكثافة سكانية تعادل (5,166) فرد/كم² بحسب بيانات مركز دبي للإحصاء، ويعتبر الحي جزء من مدينة دبي القديمة، وهو يقع بالقرب من مطار دبي الدولي، وتعد القرهود من المناطق الشهيرة في دبي التي تتميز بتنظيم تجمعاتها السكنية والتجارية المتعددة، كما تضم المنطقة عدة محطات مترو تخدم عملية التنقل فيها وهي محطة مترو جي جي كو ومحطة مترو المطار1 والمطار3. ومن أهم ميزات المنطقة هي موقعها حيث يقع مطار دبي الدولي في جهتها الشرقية، وإلى الجنوب يقع مجمع أم رمول، وفي الغرب يقع جسر القرهود الذي يصل بين ضفتي خور دبي، ويقع بالقرب منها حي الفهيدي التاريخي الذي يضم متحف دبي. كما تضم منطقة القرهود العديد من المعالم البارزة التي من أهمها استاد سوق دبي الحرة للتنس ونادي سيلار، بالإضافة للعديد من المتنزهات والحدائق، المنتشرة في جميع أرجاء المنطقة مثل حديقة القرهود 1 و2 و3. وقد استمدت تسمية القرهود من القراهيد التي هي كتل مرتفعة تكونت من الجير ومن الطين والتي كان الناس يستعملونها في البناء بعد تكسيرها وبيعها.